# Olleras de Bustamante
Olleras de Bustamante är en ort i Mexiko.   Den ligger i kommunen Santiago Chazumba och delstaten Oaxaca, i den sydöstra delen av landet, 200 km sydost om huvudstaden Mexico City. Olleras de Bustamante ligger 1 625 meter över havet och antalet invånare är 204.
Terrängen runt Olleras de Bustamante är lite kuperad. Runt Olleras de Bustamante är det mycket glesbefolkat, med 5 invånare per kvadratkilometer. Närmaste större samhälle är Acaquizápam, 8,5 km söder om Olleras de Bustamante. Trakten runt Olleras de Bustamante består i huvudsak av gräsmarker.